# Nicolas Schnyder
Nicolas Schnyder, né le 9 juin 1987 dans le canton de Genève,  est un coureur cycliste suisse. Il a entre autres terminé huitième du Tour de l'Avenir 2009.

## Palmarès
- 2005
  -  Champion de Suisse du contre-la-montre juniors
  - Grand Prix de Prévessin
  - 2e du Tour du Pays de Vaud
  - 2e du Trophée franco-suisse
  - 2e du Classement suisse junior
- 2006
  - Tour du Rigi
  - 2e du Tour du Pays de Gex
  - 2e du Classement suisse amateur
  - 3e du Prix des Vins Henri Valloton
- 2007
  - Bavois
  - 3e du championnat de Suisse du contre-la-montre espoirs
- 2008
  - 2e du championnat de Suisse du contre-la-montre espoirs
- 2009
  -  Champion de Suisse du contre-la-montre espoirs
  - 2e étape de la Transversale des As de l'Ain
  - La Gislard
- 2010
  - Nyon-Saint Cergue
  - Tour des Pays de Savoie :
    - Classement général
    - 1re étape

  - 3e du championnat de Suisse du contre-la-montre
  - 3e de Sierre-Nax
- 2011
  - 2e du Giro del Mendrisiotto

## Classements mondiaux
| Année           | 2009 | 2010 |
| --------------- | ---- | ---- |
| UCI Europe Tour | 815e | 132e |